# Барон Нортон
Барон Нортон из Нортон-он-ве-Мурс в графстве Стаффордшир — наследственный титул в системе Пэрства Соединенного Королевства. Он был создан 16 апреля 1878 года для консервативного политика, сэра Чарльза Эддерли (1814—1905). Он заседал в Палате общин Великобритании от Северного Стаффордшира (1841—1878), а также занимал должности министра здравоохранения и заместителя министра образования (1858), заместителя министра по делам колоний (1866—1868) и председателя совета по торговле (1874—1878). Его преемником стал его старший сын, Чарльз Ли Эддерли, 2-й барон Нортон (1846—1926). Затем баронский титул носили двое из его сыновей, Ральф Бауэр Эддерли, 3-й барон Нортон (1872—1933), и Рональд Уоллстан Флитвуд Эддерли, 4-й барон Нортон (1885—1944). После смерти последнего в 1944 году титул перешел к его 89-летнему дяде, Генри Ардену Эддерли, 5-му барону Нортону (1854—1945).

## Бароны Нортон (1878)

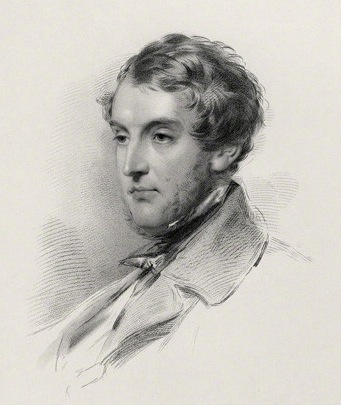
Чарльз Бойер Эддерли, 1-й барон Нортон

- 1878—1905: Чарльз Бойер Эддерли, 1-й барон Нортон (2 августа 1814 — 28 марта 1905), старший сын Чарльза Клемента Эддерли (1780—1818)[1];
- 1905—1926: Чарльз Ли Эддерли, 2-й барон Нортон (10 марта 1846 — 4 декабря 1926), старший сын предыдущего[2];
- 1926—1933: Ральф Бауэр Эддерли, 3-й барон Нортон (9 октября 1872 — 17 октября 1933), старший сын предыдущего[3];
- 1933—1944: Рональд Уоллстан Флитвуд Эддерли, 4-й барон Нортон (15 октября 1885 — 4 января 1944), пятый сын 2-го барона Нортона, младший брат предыдущего[4];
- 1944—1945: Генри Арден Эддерли, 5-й барон Нортон (26 сентября 1854 — 1 января 1945), второй сын 1-го барона Нортона[5];
- 1945—1961: Хуберт Бойер Арден Эддерли, 6-й барон Нортон (21 февраля 1886 — 17 февраля 1961), единственный сын предыдущего[6];
- 1961—1993: Джон Арден Эддерли, 7-й барон Нортон (24 ноября 1915 — 24 сентября 1993), старший сын предыдущего[7];
- 1993 — настоящее время: Джеймс Найджел Арден Эддерли, 8-й барон Нортон (род. 2 июня 1947), старший сын предыдущего[8];
  - Наследник титула: достопочтенный Эдвард Джеймс Арден Эддерли (род. 19 октября 1982), единственный сын предыдущего от первого брака[9];
    - Наследник наследника: Фредерик Джон Арден Эддерли (род. 8 января 2015), единственный сын предыдущего[10].